# Dryopteris bamleriana
Dryopteris bamleriana är en träjonväxtart som beskrevs av Eduard Rosenstock. Dryopteris bamleriana ingår i släktet Dryopteris och familjen Dryopteridaceae. Inga underarter finns listade.